# Ryan Meili
Pour les articles homonymes, voir Meili (homonymie).
Ryan Meili, né le 11 avril 1975 à Moose Jaw en Saskatchewan, est un homme politique saskatchewanais (canadien).
Il est le chef du Nouveau parti démocratique de la Saskatchewan et chef de l'opposition officielle de la Saskatchewan entre le 3 mars 2018 et le 26 juin 2022. Il est le député provincial de la circonscription de Saskatoon Meewasin de 2017 à 2022.
Il est élu chef du Nouveau parti démocratique avec 5 973 voix face à Trent Wotherspoon (4 860 voix) le 3 mars 2018.